# Гольцовы (дворянский род)
Гольцовы — древний дворянский род.
Род внесён в VI часть родословной книги Рязанской губернии.

## История рода
В XVI и XVII столетия Гольцовы владели поместьями в Орловском, Ряжском, Зарайском и Рязанском уездах.
Пять представителей рода служили по Ряжску в городовых дворянах (1579). Меньшик Саввич убит татарами «на сторожке» (1589). Пять представителей рода владели поместьями в Орловском уезде (1594).
Степан Никитич был городовым дворянином по Атемару (1652—1680), получил поместную и денежную придачу за ранение (1670), имел поместья в Арзамасском и Саранском уездах. Смоленский сын боярский Михаил Гольцов ездил гонцом в Польшу (1668). Пять представителей рода служили пензенскими городовыми дворянами (1677—1696). Тимофей Андреевич был капитаном московских стрельцов (1687).
Смоленские дворяне Гольцовы числятся в списке владельцев имений в 100 душ и более.

## Известные представители
- Гольцов Иван Васильевич — упомянут в Можайской писцовой книге (1626—1627).
- Гольцов Захар — рейтар (1680)[1].